# طريق ملتف
هنا يبدأ الجحيم ، هو فيلم فرنسي أمريكي من إخراج أوليفر ستون وتم عرضه في عام 1997 . إنه فيلم مقتبس عن رواية الكلاب الضالة للكاتب جون ريدلي ، الذي كتب السيناريو بنفسه.
تتعطل سيارة بوبي كوبر وهي موديل فورد موستانج حمراء اللامعة من سنة juin 1964 على طريق صحراوي بعيد. يذهب إلى بلدة صغيرة قريبة تدعى سوبيريور ، أريزونا لإيجاد الميكانيكي الوحيد في المنطقة. يتبين أن الإصلاحات ستستغرق فترة طويلة. فيجبر بوبي على التحلي بالصبر، و مواجهة عداء وغباء السكان المحليين، ولكن أيضًا الوقوع في مشكلة عندما يحاول إغواء جريس الساحرة، المتزوجة من جيك الغاضب.

## توزيع
- شون بن (VF : إيمانويل كارسن ؛ في كيو : جيلبرت لاشانس ) : بوبي كوبر
- جينيفر لوبيز (VF : آني ميلون ؛ في كيو : ماري أندريه كورنيل ) : غريس ماكينا
- نيك نولتي (VF : جاك فرانز ؛ في كيو : هوبير جاجنون ) :جيك ماكينا
- باورز بوث (VF : ميشيل فينييه ؛ في كيو : جان لوك مونتميني ) :الشريف فيرجيل بوتر
- كلير دينز (VF : إيفانا كوبولا ؛ في كيو : ألين بينسونولت ) : جيني
- خواكين فينيكس (VF :لودوفيك باوجين ؛ في كيو : دانيال بيكارد ) : توبي ن. تاكر
- جون فويت (VF : فرانسوا دونوير ؛ في كيو : رونالد فرانس ) :الرجل الأعمى
- بيلي بوب ثورنتون (VF : جان ليسكوت ؛ في كيو : جان ماري مونسيليت ) :داريل
- Valery Nikolaev [الإنجليزية] :السيد أركادي
- إيليا فولوخ : سيرجي
- أبراهام بنروبي (VF) : جان فرانسوا فليريك ) Richard Rutowski [الإنجليزية] :راكبو الدراجات النارية
- عايدة ليناريس :جميلة
- شون ستون :الصبي في محل البقالة
- برنت بريسكوي (VF) : جان فرانسوا أوبيد ) : بويد
- بو هوبكنز : إد
- جولي هاجرتي : فلو
- آني مي لينغ تيان :الطباخ
- Sheri Foster : والدة جريس
- لوري ميتكالف :موظف محطة الحافلات
- ليف تايلر :الفتاة في محطة الحافلات

1. ↑  وصلة مرجع: http://www.kinokalender.com/film384_u-turn-kein-weg-zurueck.html. الوصول: 27 يناير 2018.
2. ↑  وصلة مرجع: http://www.imdb.com/title/tt0120399/. الوصول: 14 أبريل 2016.
3. 1 2 3 4  وصلة مرجع: http://stopklatka.pl/film/droga-przez-pieklo. الوصول: 14 أبريل 2016.
4. 1 2 3 4 5 6 7 8 9 10  وصلة مرجع: http://www.fotogramas.es/Peliculas/Giro-al-infierno. الوصول: 14 أبريل 2016.
5. 1 2 3 4 5 6 7 8 9 10 11 12 13 14 15  وصلة مرجع: http://www.imdb.com/title/tt0120399/fullcredits. الوصول: 14 أبريل 2016.
6. 1 2  وصلة مرجع: http://www.allocine.fr/film/fichefilm_gen_cfilm=28292.html. الوصول: 14 أبريل 2016.
7. ↑  مذكور في: قاعدة بيانات الأفلام التشيكية السلوفاكية. لغة العمل أو لغة الاسم: التشيكية. تاريخ النشر: 2001.